# Журналист
Журналистът е човек, който се занимава с журналистика, събирането и разпространението на информация за обществени явления, тенденции, важни теми и хора.
Терминът възниква в ранния XIX век, когато означава само хора, пишещи за периодични издания (или журнали). Много хора приемат журналиста и репортера за едно и също нещо. Но репортерът е само един от видовете журналисти, наред с фотографите, колумнистите, главните редактори и т.н. В днешното общество журналистът е придобил особено място в съзнанието на хората. От него се очакват професионализъм в предаването на събития, безусловно придържане към истината и журналистическа етика.
Журналистиката е развила разнообразни етични норми и стандарти. Обективността и липсата на пристрастия са от първостепенно значение и важност.
Известни личности в историята на журналистиката са: Даниел Дефо, творил още през XVIII век, и след него Чарлз Дикенс, Ръдиърд Киплинг, Самюъл Колридж, а за България и Христо Ботев. Доста от най-известните имена в историята на 20 век също са се занимавали с журналистика. Примери са Уинстън Чърчил, Джордж Оруел, Ричард Никсън.

## Политическа цензура
Според изследване на международния Комитет за защита на журналистите, който всяка година публикува информация за репресии срещу журналистите, през 2016 г. в затворите по цял свят са били хвърлени 259 журналисти, от тях: в Турция – 81, в Китай – 38, в Египет – 25 и т.н.
Репортери без граници и Комитетът за защита на журналистите публикуват доклади за свободата на пресата и организират различни кампании в тяхна защита.
През 1993 г. Генералната асамблея на ООН приема резолюция, с която 3 май е обявен за Световен ден за свободата на пресата, който се отбелязва всяка година на специална конференция под патронажа на ЮНЕСКО.

## Други
На журналистите е наречен площад в квартал „Лозенец“ в София (Карта).